# Micropyrum tenellum
Micropyrum tenellum är en gräsart som först beskrevs av Carl von Linné, och fick sitt nu gällande namn av Heinrich Friedrich Link. Micropyrum tenellum ingår i släktet Micropyrum och familjen gräs. Inga underarter finns listade i Catalogue of Life.

## Bildgalleri